# 美斑荷馬條鰍
美斑荷馬條鰍（學名：Homatula change）為輻鰭魚綱鯉形目條鰍科荷馬條鰍屬的其中一種，分布於亞洲中國雲南省薩爾溫江流域，本魚體延長，口下位，下頷中間具切口，具觸鬚3對，體色為淺灰色，體側具20-22條不規則的深棕色條紋，背鰭軟條13枚，臀鰭軟條10枚，體長可達10.8公分，棲息在河川底層水域，生活習性不明。

## 扩展阅读
維基物種上的相關：美斑荷馬條鰍